# Aenictus leptotyphlatta
Aenictus leptotyphlatta is een mierensoort die tot 2014 was toegekend aan de onderfamilie van de Aenictinae maar daarna aan de onderfamilie van de Dorylinae. De wetenschappelijke naam van de soort is voor het eerst geldig gepubliceerd in 2010 door Jaitrong & Eguchi.